# Daniele De Rossi
Daniele De Rossi (24. červenec 1983, Řím, Itálie) je italský fotbalový trenér a bývalý fotbalový záložník.
S reprezentací dosáhl velkého úspěchu, když s ní zvítězil na mistrovství světa 2006 v Německu. Hrál na postu záložníka, zejména ve středu hřiště. Začátkem roku 2020 ukončil kariéru.

## Kariéra

### Klubová
De Rossi strávil celou dosavadní kariéru v týmu AS Řím. Po konci kariéry Francesca Tottiho se stal počínaje sezónou 2017/18 kapitánem a dovedl Římany do semifinále Ligy mistrů.
Ročník 2018/19 začal opět v roli kapitána týmu a v základní sestavě, na podzim se však zranil a přišel tak o čtyři ze šesti zápasů Ligy mistrů včetně dvojutkání s Viktorií Plzeň. Do ligového zápasu nastoupil opět až v únoru 2019, kdy odehrál celé remízové utkání s AC Milán (1:1).
Po letech v římském celku se v červenci 2019 upsal argentinskému týmu CA Boca Juniors.
V lednu 2020 ukončil kariéru, poté co mu vleklá zranění znemožnila odehrát více než šest utkání.

### Reprezentační

#### Juniorská
V roce 2001 odehrál první zápas za Itálii U19. Poté hrál dalších kategoriích jako Itálii U20 a Itálii U21. Za U21 odehrál 16 utkání a vstřelil 3 branky. Největší úspěch zaznamenal na ME U21 2004, kde vyhrál zlato. Také s týmem odcestoval na OH 2004. Zde získal bronzovou medaili.

#### Seniorská
Za Itálii odehrál 117 utkání a vstřelil 21 branek. První utkání odehrál ve věku 21 let 4. září 2004 proti Norsku (2:1). V utkání vstřelil i branku. Byl platný pro kvalifikaci na MS 2006. Trenér Marcello Lippi jej okamžitě nepřetržitě využívá. Dne 30. března 2005, ve 2 poločase poprvé na sebe dal kapitánskou pásku v utkání proti Islandu (0:0). Byl nominován na MS 2006. Nastoupil do prvních dvou utkání, jenže ve druhém utkání byl vyloučen a trest byl stop na 4 zápasy. K dispozici byl na finále s Francii, kde vystřídal Tottiho v 61. minutě. Utkání dospělo na penalty, kterou ve třetí sérii proměnil a on se stal mistrem světa.
Také nový trenér Roberto Donadoni na něj spoléhal. Svěřil mu někdy i kapitánskou pásku. Hrál na ME 2008, kde odehrál tři zápasy. Ve čtvrtfinále proti Španělsku došlo utkání na penalty. Tentokrát Daniele neproměnil a nepostoupili. Po neúspěchu na ME 2008, se vrátil trenér Marcello Lippi, který jej nominoval na MS 2010. Jenže na turnaji skončili již ve skupině.
Nový trenér Cesare Prandelli také na něj spoléhal. Nominoval jej na ME 2012, kde odehrál všech šest utkání. Začínal na postu středního obránce, ale již od třetího utkání se přesunul na střed zálohy. S týmem došel do finále, kde musel se spoluhráči čelit nejlepšímu týmu turnaje Španělsku, které nakonec vahrálo poměrem 4:0. Daniele získal s národním týmem stříbro. I když na turnaji nevstřelil branku, byl zařazen do All Stars.
V létě 2013 se zúčastnil Konfederačního poháru, kde získal bronz. Také byl v nominaci na MS 2014, ježe po dvou zápasech ve skupině již žádný nepřidal, kvůli zranění. Poté se stal trenérem Antonio Conte. Již nehraje tak často, ale 16. listopadu 2014 odehrál proti Chorvatsku (1:1), 100 utkání v reprezentaci. Dostal se na ME 2016. Odehrál zde tři zápasy, ale ve čtvrtfinále proti Německu prohráli na penalty.
Nový trenér Gian Piero Ventura na něj stále spoléhal. Dne 7. června 2017 v utkání proti Uruguayi (3:0), nastoupil do 113 utkání a vstřelil 21 branku za reprezentaci, což překonal jak Zoffa (počet utkání), tak i Paolo Rossi|Rossiho (počet branek). Poslední utkání odehrál 10. listopadu 2017 v prvním barážovém utkání na MS 2018 proti Švédsku (0:1), které skončilo vyřazením.

## Statistiky

### Hráčské
| Sezóna        | Klub          | Liga             | Liga   | Liga | Národní poháry | Národní poháry | Národní poháry | Kontinentální poháry | Kontinentální poháry | Kontinentální poháry | Celkem | Celkem |
| Sezóna        | Klub          | Soutěž           | Zápasy | Góly | Soutěž         | Zápasy         | Góly           | Soutěž               | Zápasy               | Góly                 | Zápasy | Góly   |
| ------------- | ------------- | ---------------- | ------ | ---- | -------------- | -------------- | -------------- | -------------------- | -------------------- | -------------------- | ------ | ------ |
| 2001/02       | Řím           | Serie A          | 0      | 0    | IP             | 3              | 0              | LM                   | 1                    | 0                    | 4      | 0      |
| 2002/03       | Řím           | Serie A          | 4      | 2    | IP             | 3              | 0              | LM                   | 0                    | 0                    | 7      | 2      |
| 2003/04       | Řím           | Serie A          | 17     | 0    | IP             | 4              | 0              | PU                   | 6                    | 1                    | 27     | 1      |
| 2004/05       | Řím           | Serie A          | 30     | 2    | IP             | 5              | 1              | LM                   | 3                    | 1                    | 38     | 4      |
| 2005/06       | Řím           | Serie A          | 34     | 6    | IP             | 4              | 0              | PU                   | 7                    | 0                    | 45     | 6      |
| 2006/07       | Řím           | Serie A          | 36     | 2    | IP+IS          | 8+1            | 2+0            | LM                   | 10                   | 2                    | 55     | 6      |
| 2007/08       | Řím           | Serie A          | 34     | 5    | IP+IS          | 6+1            | 0+1            | LM                   | 10                   | 0                    | 51     | 6      |
| 2008/09       | Řím           | Serie A          | 33     | 3    | IP+IS          | 2+1            | 0+1            | LM                   | 7                    | 0                    | 43     | 4      |
| 2009/10       | Řím           | Serie A          | 33     | 7    | IP             | 4              | 1              | EL                   | 12                   | 3                    | 49     | 11     |
| 2010/11       | Řím           | Serie A          | 28     | 2    | IP+IS          | 4+1            | 0              | LM                   | 7                    | 1                    | 40     | 3      |
| 2011/12       | Řím           | Serie A          | 32     | 4    | IP             | 0              | 0              | EL                   | 0                    | 0                    | 32     | 4      |
| 2012/13       | Řím           | Serie A          | 25     | 0    | IP             | 4              | 0              | -                    | 0                    | 0                    | 29     | 0      |
| 2013/14       | Řím           | Serie A          | 32     | 1    | IP             | 4              | 0              | -                    | 0                    | 0                    | 36     | 1      |
| 2014/15       | Řím           | Serie A          | 26     | 2    | IP             | 1              | 1              | LM+EL                | 3+4                  | 0                    | 34     | 3      |
| 2015/16       | Řím           | Serie A          | 24     | 1    | IP             | 1              | 0              | LM                   | 6                    | 2                    | 31     | 3      |
| 2016/17       | Řím           | Serie A          | 31     | 4    | IP             | 1              | 0              | LM+EL                | 2+6                  | 0+1                  | 40     | 5      |
| 2017/18       | Řím           | Serie A          | 22     | 1    | IP             | 0              | 0              | LM                   | 10                   | 1                    | 32     | 2      |
| 2018/19       | Řím           | Serie A          | 18     | 1    | IP             | 1              | 0              | LM                   | 4                    | 1                    | 23     | 2      |
| Celkem za Řím | Celkem za Řím | Celkem za Řím    | 459    | 43   | -              | 59             | 7              | -                    | 98                   | 13                   | 616    | 63     |
| 2019/20       | Boca Juniors  | Primera División | 5      | 0    | AP             | 1              | 1              | PO                   | 1                    | 0                    | 7      | 1      |
| Celkem        | Celkem        | Celkem           | 464    | 43   | -              | 60             | 8              | -                    | 99                   | 13                   | 623    | 64     |

### Reprezentační

#### Statistika na velkých turnajích
| Reprezentace | Rok     | Zápasy             | Zápasy | Zápasy      | Zápasy           | Zápasy           | Zápasy            |
| Reprezentace | Rok     | Fáze turnaje       | Datum  | Soupeř      | Odehraných minut | Vstřelené branky | Výsledek          |
| ------------ | ------- | ------------------ | ------ | ----------- | ---------------- | ---------------- | ----------------- |
| Itálie       | OH 2004 | 1 zápas ve skupině | 12. 8. | Ghana       | 81               | 0                | 2:2               |
| Itálie       | OH 2004 | 2 zápas ve skupině | 15. 8. | Japonsko    | 90               | 1                | 3:2               |
| Itálie       | OH 2004 | 3 zápas ve skupině | 18. 8. | Paraguay    | 90               | 0                | 0:1               |
| Itálie       | OH 2004 | Semifinále         | 24. 8. | Argentina   | 45               | 0                | 0:3               |
| Itálie       | MS 2006 | 1 zápas ve skupině | 12. 6. | Ghana       | 90               | 0                | 2:0               |
| Itálie       | MS 2006 | 2 zápas ve skupině | 17. 6. | USA         | 27               | 0                | 1:1               |
| Itálie       | MS 2006 | Finále             | 9. 7.  | Francie     | 59               | 0                | 1:1 (6:5 na pen.) |
| Itálie       | ME 2008 | 2 zápas ve skupině | 13. 6. | Rumunsko    | 90               | 0                | 1:1               |
| Itálie       | ME 2008 | 3 zápas ve skupině | 17. 6. | Francie     | 90               | 1                | 2:0               |
| Itálie       | ME 2008 | Čtvrtfinále        | 22. 6. | Španělsko   | 120              | 0                | 0:0 (2:4 na pen.) |
| Itálie       | MS 2010 | 1 zápas ve skupině | 14. 6. | Paraguay    | 90               | 1                | 1:1               |
| Itálie       | MS 2010 | 2 zápas ve skupině | 20. 6. | Nový Zéland | 90               | 0                | 1:1               |
| Itálie       | MS 2010 | 3 zápas ve skupině | 24. 6. | Slovensko   | 90               | 0                | 2:3               |
| Itálie       | ME 2012 | 1 zápas ve skupině | 10. 6. | Španělsko   | 90               | 0                | 1:1               |
| Itálie       | ME 2012 | 2 zápas ve skupině | 14. 6. | Chorvatsko  | 90               | 0                | 1:1               |
| Itálie       | ME 2012 | 3 zápas ve skupině | 18. 6. | Irsko       | 90               | 0                | 2:0               |
| Itálie       | ME 2012 | Čtvrtfinále        | 24. 6. | Anglie      | 80               | 0                | 0:0 (4:2 na pen.) |
| Itálie       | ME 2012 | Semifinále         | 28. 6. | Německo     | 90               | 0                | 2:1               |
| Itálie       | ME 2012 | Finále             | 1. 7.  | Španělsko   | 90               | 0                | 0:4               |
| Itálie       | MS 2014 | 1 zápas ve skupině | 15. 6. | Anglie      | 90               | 0                | 2:1               |
| Itálie       | MS 2014 | 2 zápas ve skupině | 20. 6. | Kostarika   | 90               | 0                | 0:1               |
| Itálie       | ME 2016 | 1 zápas ve skupině | 13. 6. | Belgie      | 78               | 0                | 2:0               |
| Itálie       | ME 2016 | 2 zápas ve skupině | 17. 6. | Švédsko     | 74               | 0                | 1:0               |
| Itálie       | ME 2016 | Čtvrtfinále        | 27. 6. | Španělsko   | 54               | 0                | 2:0               |

#### Reprezentační branky
| Gól | Datum        | Stadion                                      | Soupeř          | Skóre | Výsledek | Soutěž                  |
| --- | ------------ | -------------------------------------------- | --------------- | ----- | -------- | ----------------------- |
| 010 | 4. 9. 2004   | Stadio Renzo Barbera, Palermo, Itálie        | Norsko          | 1:1   | 2:1      | Kvalifikace na MS 2006  |
| 02  | 13. 10. 2004 | Stadio Ennio Tardini, Parma, Itálie          | Bělorusko       | 2:0   | 4:3      | Kvalifikace na MS 2006  |
| 03  | 1. 3. 2006   | Stadio Artemio Franchi, Florencie, Itálie    | Německo         | 3:0   | 4:1      | Přátelský zápas         |
| 04  | 11. 10. 2006 | Boris Paichadze Stadium, Tbilisi, Gruzie     | Gruzie          | 0:1   | 1:3      | Kvalifikace na ME 2008  |
| 05  | 17. 6. 2008  | Letzigrund, Curych, Švýcarsko                | Francie         | 0:2   | 0:2      | ME 2008                 |
| 06  | 10. 9. 2008  | Stadio Friuli, Udine, Itálie                 | Gruzie          | 1:0   | 2:0      | Kvalifikace na MS 2010  |
| 07  | 10. 9. 2008  | Stadio Friuli, Udine, Itálie                 | Gruzie          | 2:0   | 2:0      | Kvalifikace na MS 2010  |
| 08  | 15. 6. 2009  | Loftus Versfeld Stadium, Pretoria, JAR       | USA             | 1:2   | 1:3      | Konfederační pohár 2009 |
| 09  | 14. 6. 2010  | Green Point Stadium, Kapské Město, JAR       | Paraguay        | 1:1   | 1:1      | MS 2010                 |
| 10  | 7. 6. 2010   | Stadio Artemio Franchi, Florencie, Itálie    | Faerské ostrovy | 2:0   | 5:0      | Kvalifikace na ME 2012  |
| 11  | 15. 8. 2012  | Stade de Suisse, Bern, Švýcarsko             | Anglie          | 1:0   | 1:2      | Přátelský zápas         |
| 12  | 12. 10. 2012 | Stadion Hrazdan, Jerevan, Arménie            | Arménie         | 1:2   | 1:3      | Kvalifikace na MS 2014  |
| 13  | 16. 10. 2012 | San Siro, Milán, Itálie                      | Dánsko          | 2:0   | 3:1      | Kvalifikace na MS 2014  |
| 14  | 21. 3. 2013  | Stade de Genève, Ženeva, Švýcarsko           | Brazílie        | 1:2   | 2:2      | Přátelský zápas         |
| 15  | 20. 6. 2013  | Arena Pernambuco, Recife, Brazílie           | Japonsko        | 1:2   | 4:3      | Konfederační pohár 2013 |
| 16  | 4. 9. 2014   | Stadio San Nicola, Bari, Itálie              | Nizozemí        | 2:0   | 2:0      | Přátelský zápas         |
| 17  | 6. 9. 2015   | Stadio Renzo Barbera, Palermo, Itálie        | Bulharsko       | 1:0   | 1:0      | Kvalifikace na ME 2016  |
| 18  | 6. 6. 2016   | Stadio Marcantonio Bentegodi, Verona, Itálie | Finsko          | 2:0   | 2:0      | Přátelský zápas         |
| 19  | 6. 10. 2016  | Allianz Stadium, Turín, Itálie               | Španělsko       | 1:1   | 1:1      | Kvalifikace na MS 2018  |
| 20  | 24. 3. 2017  | Stadio Renzo Barbera, Palermo, Itálie        | Albánie         | 1:0   | 2:0      | Kvalifikace na MS 2018  |
| 21  | 7. 6. 2017   | Allianz Riviera, Nice, Francie               | Uruguay         | 3:0   | 3:0      | Přátelský zápas         |

### Trenérské
| Sezóna         | Klub    | Liga    | Liga   | Liga  | Liga   | Liga   | Liga                                 | Národní poháry | Národní poháry | Národní poháry | Národní poháry | Národní poháry | Národní poháry | Kontinentální poháry | Kontinentální poháry | Kontinentální poháry | Kontinentální poháry | Kontinentální poháry | Kontinentální poháry | Celkem | Celkem | Celkem | Celkem |
| Sezóna         | Klub    | Soutěž  | Zápasy | Výhry | Remízy | Prohry | Umístění                             | Soutěž         | Zápasy         | Výhry          | Remízy         | Prohry         | Úspěch         | Soutěž               | Zápasy               | Výhry                | Remízy               | Prohry               | Úspěch               | Zápasy | Výhry  | Remízy | Prohry |
| -------------- | ------- | ------- | ------ | ----- | ------ | ------ | ------------------------------------ | -------------- | -------------- | -------------- | -------------- | -------------- | -------------- | -------------------- | -------------------- | -------------------- | -------------------- | -------------------- | -------------------- | ------ | ------ | ------ | ------ |
| 2022/23        | SPAL    | Serie B | 16     | 3     | 6      | 7      | nastoupil v říj. a propuštěn v únoru | IP             | 1              | 0              | 0              | 1              | -              | -                    | 0                    | 0                    | 0                    | 0                    | -                    | 17     | 3      | 6      | 8      |
| 2024 led.-čer. | Řím     | Serie A | 18     | 10    | 4      | 4      | nastoupil v led., 6. místo           | -              | 0              | 0              | 0              | 0              | -              | EL                   | 8                    | 3                    | 3                    | 2                    | semifinále           | 26     | 13     | 7      | 6      |
| 2024 čev.-září | Řím     | Serie A | 4      | 0     | 3      | 1      | propuštěn v září                     | IP             | 0              | 0              | 0              | 0              | -              | EL                   | 0                    | 0                    | 0                    | 0                    | -                    | 4      | 0      | 3      | 1      |
| Celkově        | Celkově | Celkově | 38     | 13    | 13     | 12     | -                                    | -              | 1              | 0              | 0              | 1              | -              | -                    | 8                    | 3                    | 3                    | 2                    | -                    | 47     | 16     | 16     | 15     |

## Úspěchy

### Klubové
- vítěz italského poháru (2x)

Řím: 2006/07, 2007/08
- vítěz italského superpoháru (1x)

Řím: 2007

### Reprezentační
- 3× na MS (2006 - zlato, 2010, 2014)
- 3× na ME (2008, 2012 - stříbro, 2016)
- 2× na Konfederačním poháru (2009, 2013 - bronz)
- 1× na OH (2004 - bronz)
- 1× na ME U21 (2004 - zlato)

### Individuální
- All Stars Team na ME (2012)
- Nejlepší mladý fotbalista Italské ligy (2006)
- Nejlepší italský fotbalista Italské ligy (2009)

### Vyznamenání
Řád zásluh o Italskou republiku (27. 9. 2004) z podnětu Prezidenta Itálie 

 Zlatý límec za sportovní zásluhy (2006)  

 Řád zásluh o Italskou republiku (12. 12. 2006) z podnětu Prezidenta Itálie 